# Alexandre Soloviev (historien)
 (août 2024).
Ne doit pas être confondu avec Alexandre Soloviev (révolutionnaire).
Alexandre Vassilievitch Soloviev (en russe : Алекса́ндр Васи́льевич Соловьёв), né le 6 septembre 1890 à Kalisz dans l'Empire russe et mort le 15 janvier 1971 à Genève, est un historien russe spécialiste de l'histoire slave, de l'Empire byzantin et du bogomilisme.

## Biographie
En 1920, Alexandre Soloviev, russe blanc, s'exila de Russie pour échapper aux Bolcheviks. Il trouva refuge en Yougoslavie.
En 1928, il obtint son doctorat d'histoire à Belgrade avec sa thèse portant sur le roi de Serbie, Stefan Uroš IV Dušan, empereur des Serbes et des Grecs. Il publia ses recherches quand il fut professeur à l'université Ivan-Franko de Lvov.
De 1947 à 1949, Alexandre Soloviev fut le doyen de l'université de droit de Sarajevo.
En 1949, avec l'arrivée au pouvoir des Communistes et de leur chef Tito, Alexandre Soloviev et sa femme furent arrêtés. Ils durent s'exiler et s'installèrent à Genève.
Alexandre Soloviev qui était déjà un traducteur de français en russe, devint professeur de slavistique à l'université de Genève.

## Travaux
- Législation de Stefan Dušan, empereur des Serbes et des Grecs, 1928
- Le Code de Dušan : 1349 et 1354, 1929
- Conférences sur l'histoire et la législation serbe, 1939
- Histoire des armoiries de la Serbie, 1958